# A Saucerful of Secrets
A Saucerful of Secrets е вторият студиен албум на Пинк Флойд, издаден една година след предшественика си The Piper at the Gates of Dawn и също така е първият албум на групата с Дейвид Гилмор и последният със Сид Барет, който по-късно е изгонен поради проблеми с наркотиците. Въпреки това албумът съдържа една песен, написана от него – Jugband Blues.
A Saucerful of Secrets демонстрира промяна в стила на групата от психеделик рок към прогресив рок, като психеделични елементи, като тези от предходния им албум все още се долавят в песни като Set the Controls for the Heart of the Sun. Corporal Clegg е написана от Роджър Уотърс и представлява първата песен на групата с антивоенна тематика (бащата на Роджър Ерик Уотърс загива във Втората световна война). A Saucerful of Secrets е инструментално парче и представлява най-експерименталната композиция на групата дотогава.

## Обложката на албума
Това е първата от няколкото обложки на Пинк Флойд, направена от Hipgnosis, и е едва вторият случай, при който група на компанията EMI използва чужд дизайнер за обложките си (първата такава група е била Бийтълс).

## Списък на песните
1. Let There Be More Light – 5:38
2. Remember a Day – 4:33
3. Set the Controls for the Heart of the Sun – 5:28
4. Corporal Clegg – 4:13
5. A Saucerful of Secrets – 11:52
6. See-Saw – 4:36
7. Jugband Blues – 3:00

## Състав
- Роджър Уотърс – бас китара, вокали
- Дейвид Гилмор – китари, вокали
- Ричард Райт – пиано, орган, вокали
- Ник Мейсън – барабани, перкусии, вокали в Corporal Clegg
- Сид Барет – китара, бокали